# گارلین (کنتاکی)
گارلین (به انگلیسی: Garlin) یک منطقهٔ مسکونی در ایالات متحده آمریکا است که در شهرستان ادیر، کنتاکی واقع شده‌است. گارلین ۲۷۱٫۸۸ متر بالاتر از سطح دریا واقع شده‌است.